# Ahmed Nazif
Dr. Ahmed Nazif (arabisk: أحمد نظيف , født 8. juli 1952) er en egyptisk politiker og ingeniørprofessor. Han har været premierminister i Egypten mellem 2004 og 2011, før det var han kommunikations- og informationsminister i Atef Obeids regering. Før det var han professor i ingeniørvidenskab ved Universitet i Kairo. 
- Wikimedia Commons har flere filer relateret til Ahmed Nazif

1. ↑  Navnet er anført på engelsk og stammer fra Wikidata hvor navnet endnu ikke findes på dansk.